# Províncias de Ruanda
As Províncias de Ruanda, chamadas intara, subdividem-se em distritos (akarere) e municípios (umujyi). Antes de 1 de janeiro de 2006, Ruanda era composto de doze províncias; No entanto, a Governo ruandês decidiu criar novas províncias em uma tentativa de abordar as questões que surgiram a partir do genocídio ruandês de 1994. O primeiro objetivo foi o de descentralizar poder, desde que se sentiu que o sistema de governo centralizado de Ruanda era um fator contribuinte para ajudar o genocídio. Em segundo lugar, as novas províncias são mais multiétnica do que as doze anteriores, ajudando a enfraquecer as divisões étnicas. Finalmente, as novas províncias não terão as associações que os doze anteriores fizeram com os eventos do genocídio.

## Províncias
Desde 1 de janeiro de 2006 as cinco províncias de Ruanda são:
- Província do Norte (Nord)
- Província do Leste (Est)
- Província do Sul (Sud)
- Província do Oeste (Ouest)
- Quigali, cidade com estatuto de província (Capital do país)

## Províncias anteriores

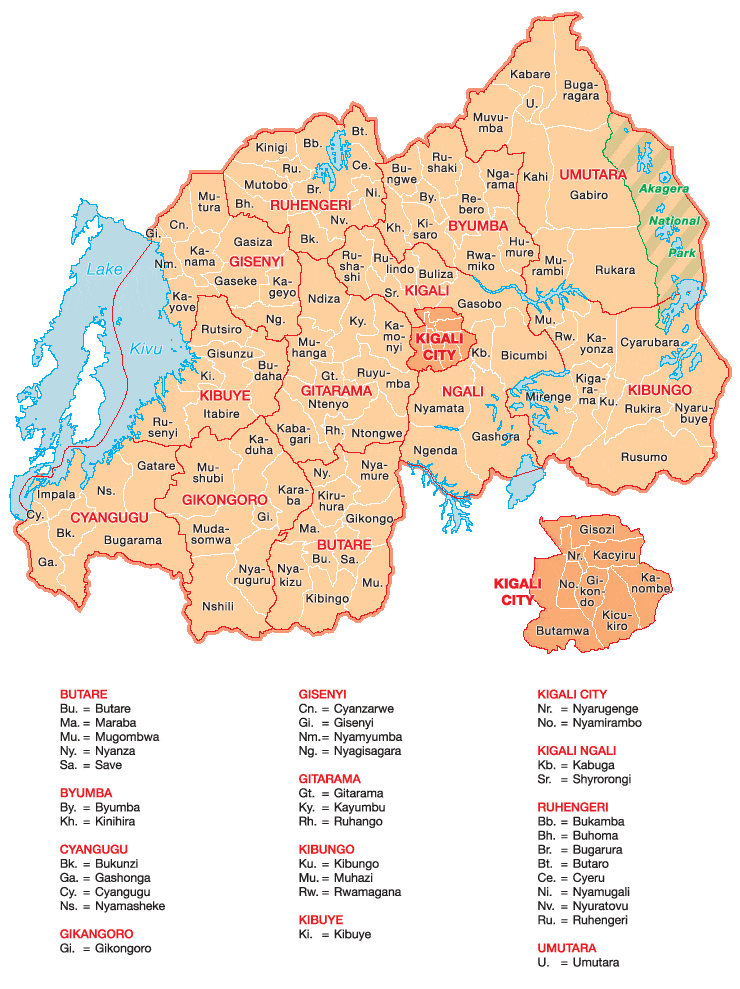
Divisão administrativa antes de 2006.

Antes de 2006, as províncias eram:
- Butare
- Biumba
- Ciangugu
- Gicongoro
- Guissenhi
- Gitarama
- Quibungo
- Quibuie
- Quigali Rural
- Quigali
- Ruengueri
- Umutara